# Kolašin
Kolašin (Montenegrijns: Колашин; Albanees: Kolashini) is een Montenegrijnse gemeente.
Kolašin telt 9949 inwoners, waarvan er 2989 in de hoofdplaats wonen.
Andrijevica · Bar · Berane · Bijelo Polje · Budva · Cetinje · Danilovgrad · Gusinje · Herceg-Novi · Kolašin · Kotor · Mojkovac · Nikšić · Petnjica · Plav · Pljevlja · Plužine · Podgorica · Rožaje · Šavnik · Tivat · Tuzi · Ulcinj · Žabljak